# Санкции в связи со вторжением России на Украину (18 пакет)
Восемнадцатый пакет санкций в связи со вторжением России на Украину принимается с 18 июля 2025 года за вторжение на Украину.

## Хронология

### 18 июля 2025 года
ЕС принял 18-й пакет санкций против России и Беларуси:
- введены ограничения против 14 физических и 41 юридического лица, включая энергетические компании, банки и военные предприятия;
- снижена предельная цена на нефть до $47,6 за баррель (с 3 сентября[2]); введён автоматический механизм корректировки;
- введён запрет на 105 новых судов «теневого флота» (всего — 444), впервые включены капитан судна и оператор реестра флагов;
- введён запрет (с вступлением в силу через шесть месяцев[3]) на импорт нефтепродуктов из третьих стран, если они произведены из российской нефти (кроме стран G7 и ЕАСТ);
- полная блокировка любых операций, связанных с газопроводами «Северный поток — 1» и «Северный поток — 2»;
- отменено исключение для импорта нефти из России в Чехию;
- запрет на транзакции с 22 российскими банками (c 8 августа[2]); расширение мер против СПФС и криптосервисов третьих стран;
- введены ограничения на фонд РФПИ и связанные с ним структуры, включая зарубежные инвестиционные компании;
- санкции против 26 организаций, вовлечённых в обход экспортных ограничений, включая 11 компаний из Китая, Гонконга и Турции;
- экспортные ограничения на высокотехнологичное оборудование на сумму более €2,5 млрд;
- санкции против новых лиц, вовлечённых в депортацию украинских детей, российских прокси на оккупированных территориях и пропагандистов;
- зеркальные меры в отношении Беларуси, включая запрет на финансовые сообщения и импорт оружия;
- механизм защиты стран ЕС от исков в рамках двусторонних инвестиционных соглашений, инициированных российскими структурами.

Великобритания:
- ввела санкции против 3 подразделений Главного управления Генштаба ВС РФ (ГРУ) и 18 офицеров российской военной разведки[4]
- присоединилась к снижению ЕС потолка цен на сырую нефть[5].

### 20 июля 2025 года
Украина ввела санкции против: Татьяны Аксененко, Геннадия Балашова, Натальи Королевской, Юлии Латыниной, Андрея Серебрянского.

### 22 июля 2025 года
Великобритания ввела санкции против 135 танкеров теневого флота РФ и 2 компаний, причастных к перевозке российской нефти.

### 24 июля 2025 года
Эстония сделала персональные санкции против Беларуси, в частности против Александра Лукашенко, бессрочными.

### 27 июля 2025 года
Украина:
- ввела санкции в отношении 53 физлиц (49 из которых граждане России, остальные — Китая, Азербайджана, Ирана и Индии), и 95 компаний, зарегистрированных в России и других странах (в числе которых Гонконг, КНР, Индия, ОАЭ, Сингапур, Республика Маврикий, Азербайджан, Турция, Беларусь)[9]
- синхронизировала все 18 пакетов санкций ЕС[10].

### 31 июля 2025 года
США объявили о введении с 7 августа торговых пошлин против Индии в 25 % из-за торгового дисбаланса, а также в связи с тем, что Индия покупала подавляющее большинство своей военной техники у России и являлась крупнейшим покупателем энергоносителей из России наряду с Китаем.

### 3 августа 2025 года
Украина ввела санкции против 94 человек — граждан России, Индии, Грузии, Бангладеш и Китая, а также 5 юридических лиц — Арго Танкер Групп (РФ), Газпромнефть Шиппинг (РФ), СКФ ЭКО (РФ), СКФ Приразломное (РФ), СКФ ТМ (РФ).

### 4 августа 2025 года
Панама отменила регистрацию 17 судов, попавших под санкции США.

### 6 августа 2025 года
США объявили о введении дополнительной пошлины в размере 25 % на продукцию из Индии.

### 8 августа 2025 года
Канада присоединилась к ЕС и Великобритании в снижении предельного уровня цен на морские поставки российской нефти с 60 до 47,60 доллара за баррель.
Украина:
- ввела санкции против 18 физических и 17 юридических лиц, причастных к попыткам интеграции Запорожской АЭС в энергосистему России, и участвовавших в захвате Чернобыльской АЭС
- синхронизировала санкции с западными партнерами. Они охватывают два главных сектора – энергетику и военно-промышленный комплекс России, а также разветвленную сеть посредников и логистических операторов в третьих странах.